# セイジ・オザワ祝典アンサンブル
セイジ・オザワ祝典アンサンブル（英語: Seiji Ozawa Festival Ensemble）（小澤征爾／オザワ祝典合奏団）は、2016年3月1日、指揮者の小澤征爾に成城大学初となる名誉博士号が贈呈された際、記念式典においてサイトウ・キネン・オーケストラや水戸室内管弦楽団メンバー、成城学園にゆかりのあるアーティストらが集結し、その日限り結成された小編成オーケストラ。コンサートマスターは矢部達哉。
公演ではオーケストラピットと同様の位置にオーケストラが配置され、舞台中央からオーケストラを見下ろす位置に座った小澤征爾のもと、ヴォルフガング・アマデウス・モーツァルトの『ディヴェルティメント K.136』、カタルーニャ民謡鳥の歌（独奏チェロ：伊藤悠貴）、エドヴァルド・グリーグの組曲『ホルベアの時代から』が演奏された。